# Шиба (район Бардеёв)
Шиба (словац. Šiba) — село и одноимённая община в округе Бардеёв Прешовского края Словакии.

## История
Впервые упоминается в 1427 году.
В селе есть римо-католический костел св. Козмы и Дамьяна, построенная в 1991 году.

## Население
| Год:                | 1994 | 2004    | 2014    | 2024 |
| ------------------- | ---- | ------- | ------- | ---- |
| Количество человек: | 545  | 563     | 600     | 636  |
| Разница:            |      | +3,30 % | +6,57 % | +6 % |

Национальный состав населения (по данным последней переписи населения 2001 года):
- словаки — 99,47%
- русины — 0,18%
- украинцы — 0,18%
- чехи — 0,18%

Состав населения по принадлежности к религии состоянию на 2001 год:
- римо-католики — 98,58%,
- греко-католики — 1,42%,